# 菜根
菜根（さいこん）は、福島県郡山市に所在する町丁である。郵便番号は963-8862。

## 地理
郡山市役所本庁所管地域である市街中心部に属する。北で鶴見坦、北東で深沢、東で七ッ池町、香久池、南で山崎、菜根屋敷、南西角で桑野清水台、西で開成とそれぞれ隣接する。中心市街地西部に位置し、住居表示が実施されている。国道49号以北、南北に通る内環状線や東西に通る静御前通り沿線の区画を主な範囲とし、静御前通りの北側に西より一、二丁目が、南側に西より三～五丁目が設置されている。幹線道路沿いに店舗や事務所などが立ち並び、それらの裏手に住宅地が広がる。久留米に所在する郡山警察署久留米交番、および大槻町に所在する郡山消防署針生救急署がそれぞれ管轄にあたる。

## 世帯数と人口
2024年1月1日現在の世帯数と人口は以下の通りである。
| 町丁 | 世帯数    | 人口    |
| ---- | --------- | ------- |
| 菜根 | 2,802世帯 | 5,858人 |

## 小・中学校の学区
市立小・中学校に通う場合、学区は以下の通りとなる。
| 番地                                        | 小学校           | 中学校                 |
| ------------------------------------------- | ---------------- | ---------------------- |
| 下記を除く全域                              | 郡山市立薫小学校 | 郡山市立郡山第一中学校 |
| 一丁目1・6～10番、三丁目2～4・33～39番      | 郡山市立薫小学校 | 郡山市立郡山第三中学校 |
| 三丁目5～32番、四丁目6～22番、 五丁目7～8番 | 郡山市立桜小学校 | 郡山市立郡山第三中学校 |

## 交通

### 道路
- 国道49号
- 一級市道9号荒井長者線
- 一級市道30号荒井八山田線（内環状線）
- 一級市道31号大町大槻線（静御前通り）

## 施設等
- 福島県立郡山商業高等学校
- 郡山市立郡山第一中学校
- 郡山市立郡山第三中学校
- 郡山市野鳥の森学習館
- 郡山五百淵郵便局
- ヨークベニマル 菜根店